# Jōganji
De Jōganji (Japans: 常願寺川 Jōganji) is een rivier in de prefectuur Toyama op het Japanse eiland  Honshu. 
De Jōganji heeft een lengte van 56 km, een stroomgebied van 368 km² en wordt volgens de Japanse rivierwet ingedeeld als een rivier van de eerste klasse.
De rivier ontspringt op de westflank van het Tateyamamassief (Hidagebergte) op een hoogte van ongeveer 2000 meter (36° 33' 10" NB, 137° 35' 28" OL) en stroomt in westelijke richting naar de stad Toyama waar het, dwars door de stad stromend, naar het noorden afbuigt en uitmondt in de baai van Toyama. De Jōganji heeft een verval van ongeveer 2000 meter en een verhang van meer dan 35 m/km, waarmee het een van de snelst stromende rivieren in Japan is. Een vaak aangehaald citaat is dat van de Nederlandse waterbouwkundige Johannis de Rijke, in de 19e eeuw in Japan werkzaam als buitenlands adviseur, die bij het zien van de Jōganji in 1891, naar verluidt, verbaasd uitriep: "Dit is geen rivier, maar een waterval!".
De belangrijkste zijrivieren van de Jōganji zijn de Shomyo, Wada en Oguti. 